# Giro d’Italia 2022/2. Etappe
Die 2. Etappe des Giro d’Italia 2022 fand am 7. Mai 2022 in Ungarn statt. Sie wurde im Rahmen der 105. Austragung des italienischen Etappenrennens in Form eines 9,2 Kilometer langen Einzelzeitfahrens in Budapest ausgetragen, bei dem 150 Höhenmeter überwunden werden mussten. Nach der Etappe hatten die Fahrer insgesamt 204,2 Kilometer zurückgelegt, was 5,9 % der Gesamtdistanz entsprach. Die Organisatoren der Rundfahrt bewerteten die Schwierigkeit der Etappe mit drei von fünf Sternen.

## Streckenführung
Wie bereits die 1. Etappe startete auch die 2. Etappe vor dem Heldenplatz in der ungarischen Hauptstadt Budapest. Erneut ging es entlang der Andrássy út in Richtung Donau. Diesmal bogen die Fahrer jedoch nach rechts in die Izabella út ab und erreichten wenig später den Bahnhof Nyugati pályaudvar. Nun ging es vorbei am Ethnografischen Museum, ehe die Donau erreicht wurde. Die Strecke führte stromaufwärts und passierte etwa zur Hälfte des Rennens das ungarische Parlament. Anschließend wurde die Donau über die Margaretenbrücke überquert und es ging stromabwärts bis zum Szilágyi Dezső Platz. Beim Kilometer 7,9 wurde die Zwischenzeit auf der Ponty út genommen und es folgte ein 1,3 Kilometer langer Schlussanstieg. Dieser wies eine durchschnittliche Steigung von 4,9 % auf, wobei im unteren Teil eine maximale Steigung von 14 % befahren wurde. Das Ziel befand sich in unmittelbarer Nähe der Fischerbastei auf einer Höhe von 172 Metern. Der Schlussanstieg war eine Bergwertung der 4. Kategorie.
|                            | Ort                                            | Kilometer | Länge (km) | Höhe (m) | Ø Steigung | max. Steigung |
| -------------------------- | ---------------------------------------------- | --------- | ---------- | -------- | ---------- | ------------- |
| Start                      | Budapest (Heldenplatz)                         | 0         |            |          |            |               |
| Zwischenzeit               | Budapest (Ponty út)                            | 7,9       |            |          |            |               |
| Bergwertung (4. Kategorie) | Budapest (Ponty út) – Budapest (Fischerbastei) | 9,2       | 1,3        | 166      | 4,8 %      | 14 %          |
| Ziel                       | Budapest (Fischerbastei)                       | 9,2       |            |          |            |               |

## Rennverlauf und Ergebnis
Das Zeitfahren eröffnete Harm Vanhoucke (Lotto Soudal), der nach seinem Sturz auf der 1. Etappe auf dem letzten Platz der Gesamtwertung lag. Die erste Richtzeit setzte der wenige Minuten später gestartete Alex Dowsett (Israel-Premier Tech), der im Jahr 2013 bereits ein Zeitfahren beim Giro d’Italia gewonnen hatte. Seine Zeit von 12:23 min sollte am Ende jedoch nur für Platz 28 reichen. Nachdem Jos van Emden, Edoardo Affini (beide Jumbo-Visma), Lennard Kämna (Bora-hansgrohe) und Matteo Sobrero (Team BikeExchange-Jayco) mit Bestzeiten im Ziel ankamen, nahmen auch die Gesamtklassement-Fahrer das Rennen in Angriff.
Der ehemalige Zeitfahrerweltmeister Tom Dumoulin (Jumbo-Visma), der bereits zwei Zeitfahren beim Giro d’Italia gewonnen hatte, übernahm nach 151 Fahrern die Führung in einer Zeit von 11:55 min und verbesserte somit die vorherige Bestzeit von Matteo Sobrero um acht Sekunden. Seine Führung wehrte jedoch nicht lange, da der ihm folgende Starter, Simon Yates (BikeExchange), eine neue Bestzeit mit 11:50 min setzte. Der Brite konnte seinen Vorsprung auf dem Schlussanstieg herausfahren, den er fünf Sekunden schneller absolvierte als der Niederländer.
Die weiteren Gesamtklassement-Fahrer wie Wilco Kelderman (Bora-hansgrohe), João Almeida (UAE Team Emirates), Romain Bardet (Team DSM) und Richard Carapaz (Ineos Grenadiers) kamen nicht an die Bestzeit von Simon Yates heran, ihr Rückstand blieb jedoch unterhalb einer halben Minute. Mikel Landa (Bahrain Victorious), Jai Hindley (Bora-hansgrohe), Hugh Carthy (EF Education-EasyPost), Alejandro Valverde (Movistar Team) und Miguel Ángel López (Astana Qazaqstan Team) verloren zwischen 30 Sekunden und einer Minute.
Als letzter Starter ging Mathieu van der Poel (Alpecin-Fenix) im Rosa Trikot ins Rennen. Der Niederländer lag vor dem Schlussanstieg nicht einmal eine Sekunde hinter Simon Yates zurück, konnte im Anstieg jedoch nicht zulegen und belegt im Ziel Range zwei mit drei Sekunden Rückstand. Obwohl Mathieu van der Poel die Etappe nicht gewann, verteidigte er die Gesamtführung und lag nun 11 Sekunden vor Simon Yates.
In der Nachwuchswertung übernahm Matteo Sobrero nach seinem 4. Platz im Zeitfahren das weiße Trikot von Biniam Girmay (Intermarché-Wanty-Gobert Matériaux), der das Zeitfahren auf Platz 57 mit 42 Sekunden Rückstand beendete. Rick Zabel (Israel-Premier Tech) absolvierte den Schlussanstieg am schnellsten und sicherte sich drei Punkte im Kampf um die Bergwertung, die Mathieu van der Poel punktegleich weiterhin anführte. Pascal Eenkhoorn (Jumbo-Visma) und der Tagessieger Simon Yates holten zwei bzw. einen Punkt.
| \| Etappenergebnis \| Etappenergebnis \| Etappenergebnis \| Etappenergebnis \| Etappenergebnis \| \| Fahrer \| Fahrer \| Land \| Team \| Zeit \| \| --------------- \| -------------------- \| ---------------------- \| ---------------------- \| --------------- \| \| 1. \| Simon Yates \| Vereinigtes Königreich \| BikeExchange-Jayco \| 11 min 50 s \| \| 2. \| Mathieu van der Poel \| Niederlande \| Alpecin-Fenix \| + 3 s \| \| 3. \| Tom Dumoulin \| Niederlande \| Jumbo-Visma \| + 5 s \| \| 4. \| Matteo Sobrero \| Italien \| BikeExchange-Jayco \| + 13 s \| \| 5. \| Ben Tulett \| Vereinigtes Königreich \| Ineos Grenadiers \| + 13 s \| \| 6. \| Tobias Foss \| Norwegen \| Jumbo-Visma \| + 17 s \| \| 7. \| Wilco Kelderman \| Niederlande \| Bora-Hansgrohe \| + 17 s \| \| 8. \| Lennard Kämna \| Deutschland \| Bora-Hansgrohe \| + 17 s \| \| 9. \| Mauro Schmid \| Schweiz \| Quick-Step Alpha Vinyl \| + 18 s \| \| 10. \| Thymen Arensman \| Niederlande \| Team DSM \| + 18 s \| |                      |                        |                        |             |
| |                      |                        |                        |             |
| Quelle: ProCyclingStats |                      |                        |                        |             |
| Etappenergebnis |                      |                        |                        |             |
| Fahrer | Fahrer               | Land                   | Team                   | Zeit        |
| 1. | Simon Yates          | Vereinigtes Königreich | BikeExchange-Jayco     | 11 min 50 s |
| 2. | Mathieu van der Poel | Niederlande            | Alpecin-Fenix          | + 3 s       |
| 3. | Tom Dumoulin         | Niederlande            | Jumbo-Visma            | + 5 s       |
| 4. | Matteo Sobrero       | Italien                | BikeExchange-Jayco     | + 13 s      |
| 5. | Ben Tulett           | Vereinigtes Königreich | Ineos Grenadiers       | + 13 s      |
| 6. | Tobias Foss          | Norwegen               | Jumbo-Visma            | + 17 s      |
| 7. | Wilco Kelderman      | Niederlande            | Bora-Hansgrohe         | + 17 s      |
| 8. | Lennard Kämna        | Deutschland            | Bora-Hansgrohe         | + 17 s      |
| 9. | Mauro Schmid         | Schweiz                | Quick-Step Alpha Vinyl | + 18 s      |
| 10. | Thymen Arensman      | Niederlande            | Team DSM               | + 18 s      |

## Gesamtstände
| \| Gesamtwertung \| Gesamtwertung \| Gesamtwertung \| Gesamtwertung \| Gesamtwertung \| \| Fahrer \| Fahrer \| Land \| Team \| Zeit \| \| ------------- \| -------------------- \| ---------------------- \| ---------------------- \| --------------- \| \| 1. \| Mathieu van der Poel \| Niederlande \| Alpecin-Fenix \| 4 h 47 min 11 s \| \| 2. \| Simon Yates \| Vereinigtes Königreich \| BikeExchange-Jayco \| + 11 s \| \| 3. \| Tom Dumoulin \| Niederlande \| Jumbo-Visma \| + 16 s \| \| 4. \| Matteo Sobrero \| Italien \| BikeExchange-Jayco \| + 24 s \| \| 5. \| Wilco Kelderman \| Niederlande \| Bora-Hansgrohe \| + 24 s \| \| 6. \| Ben Tulett \| Vereinigtes Königreich \| Ineos Grenadiers \| + 24 s \| \| 7. \| Tobias Foss \| Norwegen \| Jumbo-Visma \| + 28 s \| \| 8. \| Bauke Mollema \| Niederlande \| Trek-Segafredo \| + 28 s \| \| 9. \| Pello Bilbao \| Spanien \| Bahrain Victorious \| + 29 s \| \| 10. \| Mauro Schmid \| Schweiz \| Quick-Step Alpha Vinyl \| + 29 s \| |                      |                        |                        |                 |
| |                      |                        |                        |                 |
| Quelle: ProCyclingStats |                      |                        |                        |                 |
| Gesamtwertung |                      |                        |                        |                 |
| Fahrer | Fahrer               | Land                   | Team                   | Zeit            |
| 1. | Mathieu van der Poel | Niederlande            | Alpecin-Fenix          | 4 h 47 min 11 s |
| 2. | Simon Yates          | Vereinigtes Königreich | BikeExchange-Jayco     | + 11 s          |
| 3. | Tom Dumoulin         | Niederlande            | Jumbo-Visma            | + 16 s          |
| 4. | Matteo Sobrero       | Italien                | BikeExchange-Jayco     | + 24 s          |
| 5. | Wilco Kelderman      | Niederlande            | Bora-Hansgrohe         | + 24 s          |
| 6. | Ben Tulett           | Vereinigtes Königreich | Ineos Grenadiers       | + 24 s          |
| 7. | Tobias Foss          | Norwegen               | Jumbo-Visma            | + 28 s          |
| 8. | Bauke Mollema        | Niederlande            | Trek-Segafredo         | + 28 s          |
| 9. | Pello Bilbao         | Spanien                | Bahrain Victorious     | + 29 s          |
| 10. | Mauro Schmid         | Schweiz                | Quick-Step Alpha Vinyl | + 29 s          |

| Punktewertung | Punktewertung        | Punktewertung          | Punktewertung                      | Punktewertung |
| Fahrer        | Fahrer               | Land                   | Team                               | Punkte        |
| ------------- | -------------------- | ---------------------- | ---------------------------------- | ------------- |
| 1.            | Mathieu van der Poel | Niederlande            | Alpecin-Fenix                      | 62 P.         |
| 2.            | Biniam Girmay        | Eritrea                | Intermarché-Wanty-Gobert Matériaux | 35 P.         |
| 3.            | Pello Bilbao         | Spanien                | Bahrain Victorious                 | 25 P.         |
| 4.            | Wilco Kelderman      | Niederlande            | Bora-Hansgrohe                     | 18 P.         |
| 5.            | Magnus Cort Nielsen  | Dänemark               | EF Education-EasyPost              | 18 P.         |
| 6.            | Simon Yates          | Vereinigtes Königreich | BikeExchange-Jayco                 | 15 P.         |
| 7.            | Filippo Tagliani     | Italien                | Drone Hopper-Androni Giocattoli    | 12 P.         |
| 8.            | Richard Carapaz      | Ecuador                | Ineos Grenadiers                   | 12 P.         |
| 9.            | Bauke Mollema        | Niederlande            | Trek-Segafredo                     | 10 P.         |
| 10.           | Tom Dumoulin         | Niederlande            | Jumbo-Visma                        | 9 P.          |

| Bergwertung | Bergwertung          | Bergwertung            | Bergwertung                        | Bergwertung |
| Fahrer      | Fahrer               | Land                   | Team                               | Punkte      |
| ----------- | -------------------- | ---------------------- | ---------------------------------- | ----------- |
| 1.          | Mathieu van der Poel | Niederlande            | Alpecin-Fenix                      | 3 P.        |
| 2.          | Rick Zabel           | Deutschland            | Israel-Premier Tech                | 3 P.        |
| 3.          | Biniam Girmay        | Eritrea                | Intermarché-Wanty-Gobert Matériaux | 2 P.        |
| 4.          | Pascal Eenkhoorn     | Niederlande            | Jumbo-Visma                        | 2 P.        |
| 5.          | Simon Yates          | Vereinigtes Königreich | BikeExchange-Jayco                 | 1 P.        |
| 6.          | Pello Bilbao         | Spanien                | Bahrain Victorious                 | 1 P.        |

| Nachwuchswertung | Nachwuchswertung  | Nachwuchswertung       | Nachwuchswertung                   | Nachwuchswertung |
| Fahrer           | Fahrer            | Land                   | Team                               | Zeit             |
| ---------------- | ----------------- | ---------------------- | ---------------------------------- | ---------------- |
| 1.               | Matteo Sobrero    | Italien                | BikeExchange-Jayco                 | 4 h 47 min 35 s  |
| 2.               | Ben Tulett        | Vereinigtes Königreich | Ineos Grenadiers                   | + 0 s            |
| 3.               | Tobias Foss       | Norwegen               | Jumbo-Visma                        | + 4 s            |
| 4.               | Mauro Schmid      | Schweiz                | Quick-Step Alpha Vinyl             | + 5 s            |
| 5.               | João Almeida      | Portugal               | UAE Team Emirates                  | + 5 s            |
| 6.               | Mattias Skjelmose | Dänemark               | Trek-Segafredo                     | + 16 s           |
| 7.               | Biniam Girmay     | Eritrea                | Intermarché-Wanty-Gobert Matériaux | + 19 s           |
| 8.               | Mauri Vansevenant | Belgien                | Quick-Step Alpha Vinyl             | + 19 s           |
| 9.               | Thymen Arensman   | Niederlande            | Team DSM                           | + 20 s           |
| 10.              | Santiago Buitrago | Kolumbien              | Bahrain Victorious                 | + 23 s           |

| Mannschaftswertung | Mannschaftswertung     | Mannschaftswertung           | Mannschaftswertung |
| Team               | Team                   | Land                         | Zeit               |
| ------------------ | ---------------------- | ---------------------------- | ------------------ |
| 1.                 | Jumbo-Visma            | Niederlande                  | 14 h 22 min 48 s   |
| 2.                 | Ineos Grenadiers       | Vereinigtes Königreich       | + 11 s             |
| 3.                 | BikeExchange-Jayco     | Australien                   | + 16 s             |
| 4.                 | Bora-Hansgrohe         | Deutschland                  | + 22 s             |
| 5.                 | Astana Qazaqstan Team  | Kasachstan                   | + 43 s             |
| 6.                 | UAE Team Emirates      | Vereinigte Arabische Emirate | + 45 s             |
| 7.                 | Trek-Segafredo         | Vereinigte Staaten           | + 45 s             |
| 8.                 | Bahrain Victorious     | Bahrain                      | + 48 s             |
| 9.                 | Quick-Step Alpha Vinyl | Belgien                      | + 1 min 01 s       |
| 10.                | EF Education-EasyPost  | Vereinigte Staaten           | + 1 min 24 s       |